# Álvaro Efrén Rincón Rojas
Alvaro Efrén Rincón Rojas CSsR (ur. 14 kwietnia 1933 w Calvario) – kolumbijski duchowny katolicki, wikariusz apostolski Puerto Carreño w latach 2000-2010.

## Życiorys
Święcenia kapłańskie przyjął 25 kwietnia 1962.

### Episkopat
22 grudnia 1999 roku został mianowany przez papieża Jana Pawła II pierwszym wikariuszem apostolskim Puerto Carreño, ze stolicą tytularną Bettonium. Sakry biskupiej udzielił mu 24 marca następnego roku ówczesny nuncjusz apostolski w Kolumbii, abp Beniamino Stella.
10 czerwca 2010 przeszedł na emeryturę.